# استو (پنسیلوانیا)
استو (به انگلیسی: Stowe) یک حوزه سرشماری در ایالات متحده آمریکا است که در پنسیلوانیا واقع شده‌است. استو ۳٬۶۹۵ نفر جمعیت دارد.